# Anthonius van Hellenberg Hubar
Anthonius Johannes Josephus Maria van Hellenberg Hubar (Tilburg, 12 februari 1906 - Eindhoven, 27 juli 1988), was een Nederlands politicus en jurist.
Hij is afgestudeerd in de rechten en werd in 1937 benoemd tot burgemeester van Boxmeer. In oktober 1942 werd hij uit die functie ontheven, maar na de bevrijding in 1944 kon hij terugkeren. In 1946 volgde zijn benoeming tot burgemeester van Valkenswaard. Dit ambt bekleedde hij tot zijn pensionering in maart 1971.
Hij was vanaf 24 mei 1968 plaatsvervangend kantonrechter te Eindhoven. Hellenberg Hubar overleed midden 1988 op 82-jarige leeftijd.